# Robert Wells (musicista)
Robert Henry Arthur Wells (Stoccolma, 7 aprile 1962) è un compositore, pianista e cantante svedese.
È noto in particolar modo per il musical Rhapsody in Rock, contenente elementi di rock, musica classica e boogie-woogie.

## Discografia parziale
- 1987 – Robert Wells
- 1988 – The Way I Feel
- 1989 – Rhapsody in Rock I
- 1990 – Rhapsody in Rock II
- 1993 – Rhapsody in Rock III
- 1996 – Norman and Wells (con Charlie Norman)
- 1998 – Rhapsody in Rock Complete
- 2000 – Rhapsody in Rock - World Wide Wells
- 2000 – Jingle Wells
- 2001 – Rhapsody in Rock - Completely Live
- 2003 – Rhapsody in Rock The Complete Collection
- 2005 – Full House Boogie
- 2008 – The Best of Rhapsody 1998-2008
- 2010 – Close Up Classics
- 2013 – A Tribute to Charlie (Robert Wells Trio)